# 朱由棪
趙王朱由棪（1614年—1647年），是明朝第二次封的第十代趙王亦為末代趙王，趙恪王朱常㳛子，母妃杨氏。朱由棪在隆武二年（1646年）四月襲封趙王，於永曆元年（1647年）十二月去世，明朝第二次封趙國滅亡。